# Capelrig House

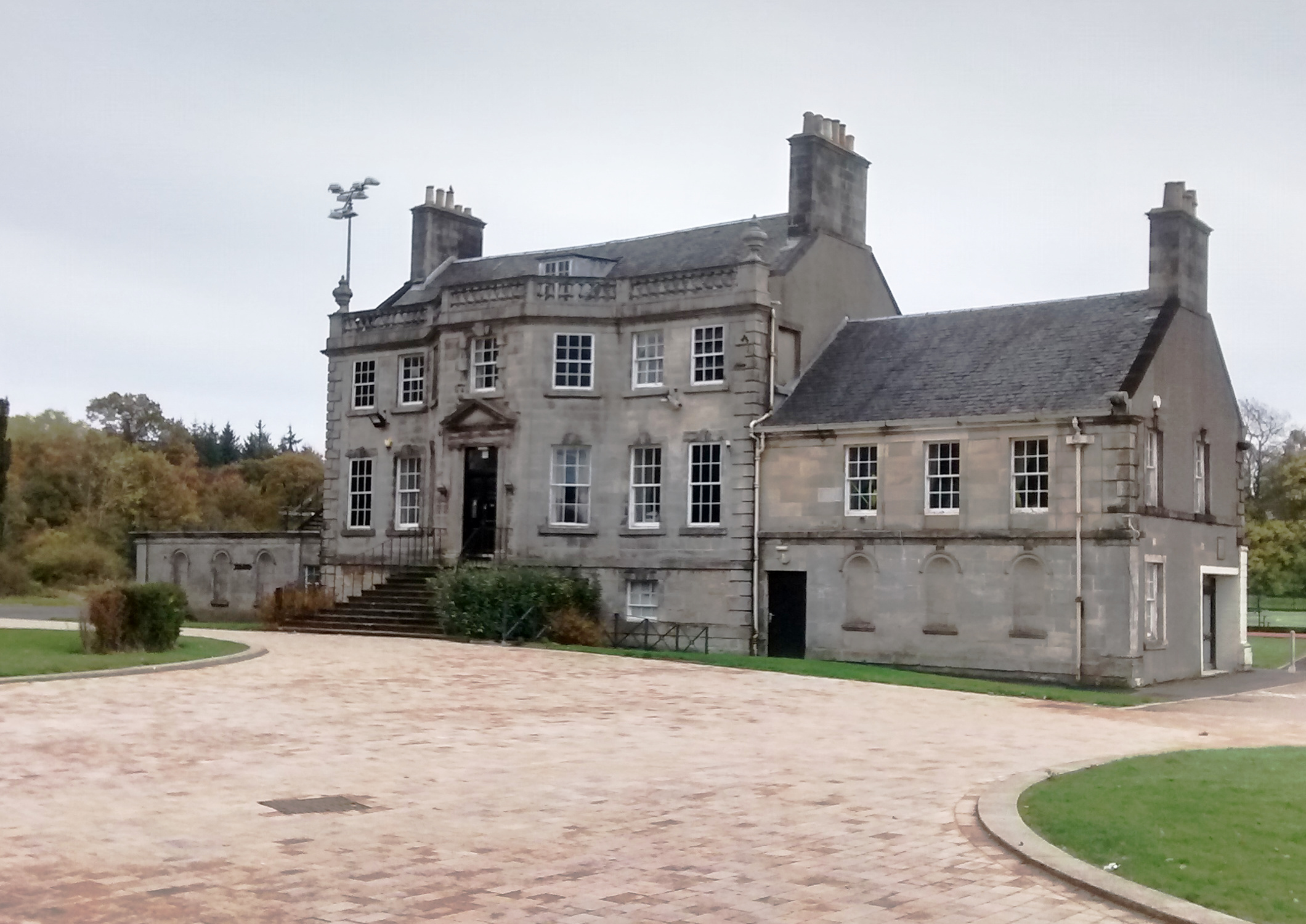
Capelrig House

Capelrig House ist eine Villa in der schottischen Stadt Newton Mearns in der Council Area East Renfrewshire. Sie liegt am Nordrand der Stadt gegenüber einem modernen Schulkomplex. 1971 wurde das Capelrig House in die schottischen Denkmallisten in der Kategorie A aufgenommen. Das dreistöckige Gebäude ist im Georgianischen Stil gebaut.

## Geschichte
Im 12. Jahrhundert besaß der Templerorden die Ländereien des heutigen Capelrig Houses. Später gingen sie an den Malteserorden über. Möglicherweise befand sich zu dieser Zeit eine Kapelle auf der Anhöhe. Da eine diskutierte Herleitung des Wortes Capelrig die Ortsbezeichnung „Chapel Ridge“ („Kapellenhöhe“) ist, ergäbe sich so ein konsistentes Bild. Im Jahre 1563 gingen die Ländereien in den Besitz der schottischen Krone über und dann auf die Familie Torphichen. Später erwarb die Familie Caldwell den Grund und schließlich 1765 der schottische Theologe Robert Barclay. Zweifelsfrei existierte zu diesem Zeitpunkt bereits ein nicht näher beschriebenes Gebäude an diesem Ort, welches Barclay vollständig entfernen und 1769 das heutige Capelrig House errichten ließ. Es verblieb lange in Familienbesitz. 1962 wurde es zu einem Kunstzentrum umgestaltet. Seit 2004 nutzt der Rat von East Renfrewshire Capelrig House. Auf den Ländereien wurde die Eastwood High School gebaut.
Das Gebäude befindet sich heute nicht mehr im Originalzustand. Der südliche der einstöckigen Seitenflügel wurde im Jahre 1913 aufgestockt, sodass die Symmetrie von Capelrig House gebrochen wurde. Auch das halbrunde Treppenhaus an der Gebäuderückseite ist neueren Datums.